# Monti Čerskij (Territorio della Transbajkalia)
I Monti Čerskij (russo хребет Черского, chrebet Čerskogo) sono una catena montuosa della Siberia Orientale meridionale (Territorio della Transbajkalia). La catena montuosa prende il nome dal famoso esploratore della Siberia Jan Čerskij.
Corrono  in direzione sud-ovest/nord-est per circa 650 km. A sud-ovest, la cresta è delimitata dall'Ingoda e dal suo affluente destro Ušumun. L'Ingoda attraversa poi la catena montuosa all'altezza della città di Čita. Verso nord-est i monti si trovano tra i fiumi Karenga e Nerča e corrono paralleli alla catena degli Jablonovyj. L'altezza massima della cresta è quella del monte Čingikan (1644 m) che unisce i Čerskij agli Jablonovyj.